# Stina Wirsén
Stina Wirsén (ur. 1968) – szwedzka autorka i ilustratorka książek dla dzieci.
Książki autorskie opublikowane przez wydawnictwo Stentor:
| L.p. | Tytuł polski      | Tytuł oryginalny | Tłumaczenie | Rok pierwszego wydania w Szwecji | Rok pierwszego wydania w Polsce |
| ---- | ----------------- | ---------------- | ----------- | -------------------------------- | ------------------------------- |
| 1    | Czyja babcia?     | Vems Mormor?     | Magda Cedro | 2007                             | 2008                            |
| 2    | Kto jest samotny? | Vem är ensam?    | Magda Cedro | 2007                             | 2008                            |

Książki autorskie opublikowane przez Wydawnictwo Zakamarki:
| L.p. | Tytuł polski    | Tytuł oryginalny | Tłumaczenie       | Rok pierwszego wydania w Szwecji | Rok wydania w Polsce | ISBN              |
| ---- | --------------- | ---------------- | ----------------- | -------------------------------- | -------------------- | ----------------- |
| 1    | Czyje spodnie?  | Vems byxor?      | Katarzyna Skalska | 2005                             | 2020                 | 978-83-7776-181-6 |
| 2    | Kto się złości? | Vem är arg?      | Katarzyna Skalska | 2005                             | 2020                 | 978-83-7776-182-3 |
| 3    | Komu leci krew? | Vem blöder?      | Katarzyna Skalska | 2006                             | 2020                 | 978-83-7776-183-0 |
| 4    | Kto decyduje?   | Vem bestämmer?   | Katarzyna Skalska | 2006                             | 2020                 | 978-83-7776-184-7 |
| 5    | Małe            | Liten            | Katarzyna Skalska | 2014                             | 2020                 | 978-83-7776-178-6 |
| 6    | Czyja babcia?   | Vems Mormor?     | Katarzyna Skalska | 2007                             | 2022                 | 978-83-7776-231-8 |
| 7    | Kto jest sam?   | Vem är ensam?    | Katarzyna Skalska | 2007                             | 2022                 | 978-83-7776-230-1 |

Książki z ilustracjami Stiny Wirsén opublikowane przez Wydawnictwo Zakamarki:
| L.p. | Autor           | Tytuł polski     | Tytuł oryginalny | Tłumaczenie       | Rok pierwszego wydania w Szwecji | Rok wydania w Polsce |
| ---- | --------------- | ---------------- | ---------------- | ----------------- | -------------------------------- | -------------------- |
| 1    | Astrid Lindgren | Żadnej przemocy! | Aldrig våld!     | Katarzyna Skalska | 2018 (z tymi ilustracjami)       | 2020                 |